# Blans Vig
Blans Vig är en vik i Danmark.   Den ligger i Region Själland, i den sydöstra delen av landet, 120 km sydväst om Köpenhamn.
Blans Vig ligger på Lollands norra kust, nordväst om Bandholm. Viken är en del av Smålandsfarvandet.